# Liceo Donald Mc Intyre Griffiths
El Liceo Donald Mc Intyre Griffiths o por sus siglas DMG es el único recinto educacional ubicado en la ciudad de Puerto Williams, Región de Magallanes y la Antártica Chilena, Chile. Posee el reconocimiento por ser el Liceo más Austral del Mundo.